# 三原慧悟
三原慧悟（日语：／ Mihara Keigo */?，1989年5月8日—），日本YouTuber，慶應義塾大學系統設計工程學系畢業，為較早進入台灣發展的日本籍YouTuber，目前逐漸朝向演藝工作發展。頻道主打日本人在台灣的Vlog、日常、文化交流及音樂作品，並於2019年3月成為首位破百萬人數訂閱的台灣日籍YouTuber。

## 經歷

### 早年生活
三原慧悟的母親是音樂老師，大兩歲的姊姊是舞蹈老師，雖然如此，三原本身並沒有任何音樂學習的經驗，反而是大學時期因為參加戲劇社，對表演、喜劇活動（漫才）與拍影片產生濃厚興趣，進而與同好拍攝了許多電影作品，作品多次在大學生電影節及映画祭中獲得大賞及優勝，被喻為「学生映画最強世代」、「現役大学生No.1監督」，並藉此畢業後進入富士電視台工作，工作第一年即擔任單元劇編劇與導演。
關於喜歡台灣的契機，在YouTube影片中表示高二時去英國暑期留學遇到的台灣同學非常溫柔友善，因此對台灣產生好感，更為了紀念這段友情而在2017年7月拍了《我們的SUMMERTIME》MV，也在電視訪談表示17歲英國留學時，在異鄉第一次被台灣女生告白，覺得台灣人特別有人情味，後於大學二年級拍片空檔第一次來台灣背包客旅行，因喝到珍珠奶茶驚覺「沒有喝過這麼好喝的飲料」，從此喜歡上台灣。

### 正式出道
2015年1月在YouTube上開設東京ちゃぶ台返し頻道，是三原慧悟Sanyuan_Japan頻道的前身。受到崇拜的日本藝人木村拓哉的影響，2015年4月在澀谷立下成為偶像的目標，以日式風格的漫才自我介紹「嗨！大家好，我叫 一，二，三原〜」、「長得很高可是不帥，請問這樣可以當偶像嗎？」為影片開場白，在台北西門町及日本原宿等地拍攝台日文化差異影片，同年8月參與日台藝術團體的活動演出，9月發表出道歌曲《LOVE and PEACE醬》並在西門紅樓河岸留言展演館舉辦首場出道表演。

### YouTuber活動

#### 啟動YouTuber
2016年2月辭去富士電視台的工作，於發表了《日本人的歌》等多首原創歌曲後，3月在台北西門紅樓舉辦「Sanyuan Idol Comedy Show」，6月正式開始Youtuber活動，影片以清晰敏捷幽默反應的日文與笨拙中文表達造成的趣味性，帥氣可愛兼具的表演風格和電影式分鏡剪輯方式獨具一格，深具感染力，並坦言「Youtuber是為了作為偶像而開始的活動」，其後陸續於東京代代木公園台灣祭（台湾フェスタ）及「TJ Mu.siC Festival｜流行日台音樂節」等活動表演，10月發表全中文歌曲《永不停息》，11月發表代表作《學學日文之歌》，接著在台灣舉辦巡迴表演會並將巡迴紀錄拍成《Road to 台北小巨蛋》MV。

#### 台灣留學（Sanyuan_TAIWAN團體時期）
2017年10月開始在台灣留學，加強中文及唱歌訓練，並以台灣為主要活動地點，且另成立新團體Sanyuan_TAIWAN，於Youtube上傳了多首翻唱的音樂作品，並參加了台北電玩展、Yahoo TV金獎超展開及電影「再一次，台灣見」特別活動的表演後，於2018年3月底解散。

#### 三原JAPAN 頻道時期
2018年6月開設日文頻道サンエン台灣，是和好友Tommy以及5月開始居住台灣的Jun醬所經營，以服務日本粉絲並推廣台灣文化，並陸續加入台灣成員ZUZU及日本成員MANA，原本的三原慧悟Sanyuan_JAPAN頻道則增加以Tommy、Jun醬為主角的影片，並改名為三原JAPAN Sanyuan_JAPAN，拍攝大量美食、大胃王影片並於2019年3月一舉突破百萬訂閱，2020年因應頻道轉型及Tommy畢業（開設個人頻道TommyTommy Japan），招募新團員(成員yu君已畢業)並嘗試多樣拍片，且另以黑化角色開設新頻道我不愛台灣，以影片「一日一更」努力不懈的行動力，將「Road to台北小巨蛋」一點一點成名的過程拍成影片，大聲證明普通人也能當偶像，實現夢想。
2019年12月31日，於台中跨年晚會《Shining！嗨玩台中2020跨年狂歡夜》中擔任嘉賓。
2020年8月26日，於《【2020花蓮夏戀嘉年華】全民一起愛運動》中擔任嘉賓。
2020年11月28日，宣布新歌曲（24小時直播宣傳）

## 作品列表

### 電影
| 年份 | 片 名                                    | 擔 任            | 參 展                                                         |
| ---- | ---------------------------------------- | ---------------- | ------------------------------------------------------------- |
| 2008 | [ 27 ]                                   |                  |                                                               |
| 2010 |                                          |                  |                                                               |
| 2011 |                                          | 脚本・監督       | 第6回TOHO大學生電影節大賞、橫浜映像天國2012大賞               |
| 2012 |                                          | 監督・主演       | 第25回東京學生映畫祭觀眾賞、第16回京都國際學生映畫祭          |
| 2012 |                                          |                  |                                                               |
| 2013 | [ 32 ]                                   | 脚本・監督・主演 | 第14回TAMA NEW WAVE、2014ゆうばり國際ファンタスティック映畫祭 |
| 2013 | [ 35 ]                                   | 監督・主演       |                                                               |
| 2014 |                                          | 監督             | 2015 COSMO FEST in SUGINAMI                                   |
| 2014 |                                          | 監督             | 第13回中之島映畫祭提名、第19回水戸短編映像祭優勝              |
| 2018 | 《再一次、台灣見》（台湾より愛をこめて） | 監督             | 2017京都國際映畫祭                                            |

### 音樂
| 時 間   | 曲 名                                | 作 詞                   | 作 曲               | 合 作 |
| ------- | ------------------------------------ | ----------------------- | ------------------- | --- |
| 2015.09 | LOVE and PEACE 醬                    | 三原慧悟/北村みのり     | 三原慧悟/葛西ゆうき | |
| 2016.02 | 日本人的歌                           | 三原慧悟/YASU           | 三原慧悟            | |
| 2016.03 | 日本的YES男                          | 三原慧悟                | 三原慧悟            | |
| 2016.03 | 來這裡                               | (協力製作)              | 三原慧悟            | |
| 2016.10 | 永不停息                             | 橫山 亮                 | 三原慧悟            | |
| 2016.11 | 學學日文之歌                         | 三原慧悟                | 正垣和則            | |
| 2016.12 | Road to 台北小巨蛋                   | 三原慧悟                | 三原慧悟            | |
| 2017.03 | KAWAII                               | 三原慧悟                | 正垣和則            | |
| 2017.04 | 吃不了臭豆腐~明明這麼喜歡台灣的說~   | 三原慧悟                | 水谷俊太            | HOWHOW |
| 2017.05 | 『從日本獻給妳的情歌』(珍珠奶茶之歌) | 三原慧悟                | okaoka0820          | 阿滴，滴妹 |
| 2017.06 | YOUTUBER肯定是個錯誤的決定啊         | 三原慧悟                | Asami Takeda        | 古娃娃黃大謙 WACKYBOYS 劉沛 謙桑Ani 黑羽超直白RED MAO Mira Sayuri 阿倫唄弥奈老頭老婆黑仔熊壹加壹 菱形HOW魚乾Hajime アバンティーズMARIRIN Fischer’s |
| 2017.07 | 我們的SUMMERTIME                     | 三原慧悟                | 水谷俊太            | 蔡阿嘎 |
| 2017.08 | 挑戰者                               | 三原慧悟                | 神☆マッセ           | |
| 2018.06 | 走吧！出發去西門町                   | 三原慧悟                | 三原慧悟            | |
| 2018.07 | 那個明月                             | 三原慧悟                | 三原慧悟            | |
| 2018.09 | 有你的夏夜                           | Mister493               | 俊太                | |
| 2018.09 | 喜歡他就去追                         | 羅凱                    | 羅凱                | |
| 2018.10 | 扶我起來                             | 羅凱                    | 羅凱                | |
| 2018.10 | 怎麼忘記你                           | 楊子鋒                  | 楊子鋒              | |
| 2018.10 | UMAI                                 | 羅凱                    | 羅凱                | 黃氏兄弟 黑羽 球球 嬸嬸 Ryo 廖小龐 女子月月友 有璟妍精 阿紅 赤井 旅行YJ 梓凜 鳥鳥 逼逼日記 願願                                                    |
| 2018.10 | 完全沒關C                            | 三原慧悟                | 神☆マッセ           | |
| 2018.10 | 喂！喂！為什麼？                     | 三原慧悟                | taisho              | |
| 2018.12 | WE GOTTA GET OUT!                    | 紅中                    | 小翼                | |
| 2018.12 | 決戰地球                             | Mister493/圈圈          | 正垣和則            | 三原夢想演唱會2018主題曲 |
| 2019.03 | 3PEACE!                              | 王彙筑                  | 王彙筑/黃榮毅       | |
| 2019.03 | 小妹妹~要小心騙子喔~                 | 三原慧悟                | 三原慧悟            | |
| 2019.04 | DADADIDADA                           | 三原慧悟/Mister493/圈圈 | 三原慧悟            | 米雪 |
| 2019.05 | EGOIST                               | 三原慧悟                | (poetry reading)    | |
| 2019.05 | 學學中文之歌                         | 三原慧悟                | 正垣和則            | |
| 2019.06 | 相似音的歌【似てる音の歌】           | 三原慧悟                | 三原慧悟            | |
| 2019.07 | 想要接到台灣啤酒的業配之歌           | 三原慧悟/Mister493/圈圈 | 三原慧悟            | |
| 2019.08 | 天才気取り                           | 三原慧悟                | 田村一哉            | |
| 2019.12 | aiwa之歌                             | 三原慧悟                | 三原慧悟            | |
| 2020.06 | Greatest story                       | 吳小明                  | 吳小明              | |
| 2020.11 | impossible                           | 三原慧悟、Vera Chai     | 三原慧悟            | |
| 2021.01 | 一起好嗎                             | 吳小明                  | 吳小明              | 愛莉莎莎 |

### 演唱會
| 時 間            | 地 點                                               | 名 稱                                                |
| ---------------- | --------------------------------------------------- | ---------------------------------------------------- |
| 2015年9月        | 台北河岸留言                                        | 偶像出動LIVE!!                                       |
| 2016年3月        | 台北河岸留言                                        | Sanyuan Idol Comedy Show                             |
| 2016年11月       | 台北河岸留言、台中迴響音樂、高雄廢墟RUIN Live House | 巡迴表演會 Sanyuan Idol Comedy Show Taiwan 2016 Fall |
| 2017年9月        | 台北ATT SHOW BOX                                    | 三原慧悟台灣演唱會 Sanyuan Idol Comedy Show 2017夏季 |
| 2018年3月        | 台北京華城                                          | Let's Fun音樂                                        |
| 2018年11月       | 台北花博舞蝶館                                      | 三原夢想演唱會—決戰金氏世界記錄                      |
| 2019年11月       | 台北花漾HANA展演空間                                | 三原Japan粉絲見面會                                  |
| 2020年夏季(暫定) | 台大綜合體育館(暫定)                                | 三原的台灣金牌                                       |
| 2021年3月27日    | Zepp New Taipei                                     | ZtoA                                                 |

### MV
- THE NUGGETS  脚本・監督 (2015年8月）
- un-call  脚本・監督・主演 (2015年11月）

### 連續短劇
- （2013年）
- 監督・出演 (2016年7-9月，共10集+花絮2集）
- 監督・出演 (2017年4-5月，共5集）

### 電視劇
- 脚本・監督・編集（2015年，富士電視台）

出演：松尾諭、鈴木拓、城築創、今野杏南、瀧内公美
- AmebaTV（英语：Ameba_TV）「Redbull Sports」編集（2016年2月）

### 演講會
| 時間         | 地點         | 主辦單位             | 演講主題                 |
| ------------ | ------------ | -------------------- | ------------------------ |
| 2017年10月   | 台灣大學     | 台灣日本學生交流學會 | 如何賭上人生做你想做的事 |
| 2019年6月    | 成功大學     |                      | 賭上人生做想做的事       |
| 2019年9-11月 | 校園巡迴演講 | 育達等七所學校       | 演唱會宣傳暨夢想演講會   |

### 寫真集
- 《0到100萬的奇蹟：YouTuber三原JAPAN圓夢之路》，台灣角川[51]
  - 2019年4月9日，出版
- 《ZUZU與MANA寫真書》（ズズとまなのフォトブック），台灣角川[52]
  - 2020年11月26日，出版

## 影響及評價
- 三原慧悟可愛(Kawaii)有趣的表演與高明的影片拍攝剪輯手法，吸引眾多日本文化的愛好者，並以日本人特有對目標的熱血專注與計畫性，鼓舞了網路時代的年輕學生與異鄉奮鬥的海外學子，介紹台灣的影片也受到海外華人的喜愛，撫慰了異鄉遊子的心情，至今(2020/3)擁有原創影片超過1340部、3億7仟9佰萬觀看次數，在台灣外籍Youtuber排名第一。
- 三原慧悟以非影視歌唱背景及中文不流利的情況下，抓住Youtuber的蓬勃發展浪潮，更在Youtuber還未普遍視為傳統演藝工作的藝人時喊出「當偶像」及「在台北小巨蛋開演唱會」的夢想，異色經歷也引起日本媒體報導[53]。
- 三原慧悟早期影片以台日文化差異類型為主，部份影片受日本色情業蓬勃發展的影響，也在影片中自承愛喝啤酒，並為古巴革命之父切·格瓦拉的信徒，曾為了拍紀錄片在新宿當了七天的流浪漢[54]，也曾一時興起參加東京馬拉松跑步 [55]，大學時期更因為演戲拍電影導致學分不足而留級[49]，另一方面又感性重情，為了孤僻沒有朋友的高中生活而在大學時期拍了「友達がいない」系列影片，也善於發掘潛力素人，其靈活反應與複雜氣質，與螢幕前可愛帥氣的形象完全不同。

## 爭議事件

#### 笑笑金槍魚事件
- 2017年5月在bilibili網站開設頻道「笑笑金槍魚」[56]，是和好友Jun醬以及來自中國的粽子（化名）所組成的團體，內容以部分Youtube影片及與Jun醬赴上海的街訪而成，部分影片將提到台灣的部分刪除並將標題改為中國人[57]，引起中國大陸與台灣粉絲的批評[58]，7月21日在YouTube上發佈了「三原其實不愛台灣？（討論兩岸敏感話題、回應酸民、關於夢想）」影片[59]，並由Jun醬在bilibili發佈了「有重要的事情要宣布（关于成员三原和频道的今后）」影片後[60]，退出笑笑金槍魚頻道，其後，7月又開始進行一個禮拜的0元環島生存遊戲挑戰，並將過程拍成《挑戰者》MV。目前笑笑金槍魚頻道已結束經營。

- 2019年5月31日的影片「挑戰一天3元吃三餐！1元什麼都買不到，面臨存亡危機？！」中，由於三原慧悟的拍攝手法讓大量網民覺得他是故意「乞食」，利用台灣人的同情心，而引發大量網民批評，事件中的影片亦累積大量「不喜歡」。直至2019年6月中，影片說明欄發布「告知」並停用留言功能，由於不少在影片留言批評三原慧悟的人相繼收到Youtube的提醒，事件在ptt 、巴哈姆特、dcard 等多處平台引熱議。

## 得獎紀錄
- 2016年9月，YouTube頻道訂閱者突破10萬人。
- 2018年3月，YouTube頻道訂閱者突破50萬人。
- 2018年6月，通過「臺北市街頭藝人」表演許可[61]。
- 2018年8月，日本朝日電視台「陸海空 地球征服するなんて」節目-香港街訪最有名的日本人第5名[62]。
- 2018年9月 ，日本朝日電視台「世界の村で発見!こんなところに日本人」節目-台灣最有名的日本人第2名。
- 2018年11月，獲金氏世界紀錄「最大杯珍珠奶茶」達成者認證[63][64][65][66]。
- 2019年1月，日本朝日電視台「陸海空 地球征服するなんて」節目-2019年世界有名的日本人第91名[67]。
- 2019年2月，獲手搖飲料店「50嵐」母公司「KOI」頒發「最具影響力粉絲」[68]。
- 2019年3月，YouTube頻道訂閱者突破100萬人。
- 2019年8月，獲蔡英文總統頒發「台日美食觀光特派員」[69]。

## 外部連結
- YouTube上的三原慧悟頻道
- 三原慧悟的Facebook專頁
- 三原慧悟的Instagram帳戶
- 三原慧悟的X（前Twitter）